# 390 v. Chr.
Portal Geschichte | Portal Biografien | Aktuelle Ereignisse | Jahreskalender | Tagesartikel

◄ |
5. Jahrhundert v. Chr. |
4. Jahrhundert v. Chr. |
3. Jahrhundert v. Chr. |
►

◄ | 410er v. Chr. | 400er v. Chr. | 390er v. Chr. | 380er v. Chr. |
370er v. Chr. |
►

◄◄ | ◄ | 393 v. Chr. | 392 v. Chr. | 391 v. Chr. | 390 v. Chr. |
389 v. Chr. |
388 v. Chr. |
387 v. Chr. |
► |
►►

## Ereignisse

### Westliches Mittelmeer
- Quintus Fabius Ambustus, Kaeso Fabius Ambustus, Numerius Fabius Ambustus, Quintus Sulpicius Longus, Quintus Servilius Fidenas und Publius Cornelius Maluginensis werden römische Konsulartribunen.
- Keltische Stämme, die bereits seit Jahren über die Alpen drängen und sich in der Po-Ebene angesiedelt haben, unternehmen von dort aus einen Beutezug ins Etruskerland – und rücken schließlich auch gegen Rom vor.

### Östliches Mittelmeer
- Der attischen Flotte unter Thrasybulos gelingt es, mehrere Inseln für Athen zurückzuerobern. Das persische Achämenidenreich rückt daraufhin von seiner pro-athenischen Politik ab.

## Geboren
- um 390 v. Chr.: Artaxerxes III., persischer Großkönig († 338 v. Chr.)

## Gestorben
- um 390 v. Chr.: Philolaos, griechischer Philosoph (* um 470 v. Chr.)
- um 390 v. Chr.: Konon, athenischer Feldherr und Politiker